# Place fortifiée de Maubeuge
La place fortifiée de Maubeuge comprend les ouvrages suivants :

## Liste
- Ouvrage de Grevaux
- Ouvrage du Fagnet (non construit)
- Ouvrage de Bersillies
- Ouvrage de La Salmagne
- Fort de Boussois (nom Boulanger : Kilmaine)
- Ouvrages de Lorme (nom Boulanger : 3 batteries)
- Fort de Cerfontaine (nom Boulanger : Rostaing)
- Ouvrage de Ferrière
- Fort du Bourdiau (nom Boulanger : Jourdan)
- Fort d'Hautmont (nom Boulanger : Davout)
- Ouvrage de Feignies
- Fort de Leveau (nom Boulanger : Schouler)
- Ouvrage d'Héronfontaine
- Fort des Sarts (nom Boulanger : Brocart)